# Kempo (vechtkunst)
Kempo (ook wel kenpo) is de oorspronkelijke Japanse verzamelnaam voor de vechtskunst van de  Shaolin monniken uit China. Deze vechtkunst heeft ook de omringde landen van China beïnvloed, waar diverse andere vechtkunsten uit ontstaan zijn. Dit zijn vechtkunsten zoals Kosho Shorei Ryu kempo (uit Hawaï), Kenpo Kai (uit Japan), Shorinji kempo, Shaolin kempo, Yin&Yang Kempo, Kenshikai Kempo Karate, American Kenpo en Sorim Kwon Bup (Korea).

## Herkomst begrip
De benaming 'kempo' stamt af het Chinese 'chuan fa' of 'quanfa'. Chuan fa was voorheen de Chinese verzamelnaam, die gebruikt werd voor alle traditionele vechtkunsten in China. Tegenwoordig gebruikt men de term Kungfu of Wushu om de Chinese vechtkunsten aan te duiden. Chuan fa betekent in het Chinees 'vuist methode'. Deze naam werd in Japan direct in het Japans vertaald en werd toen 'kenpo', waarin 'ken' in het Japans vuist betekent en 'po' methode betekent. In Korea werd deze naam in het Koreaans vertaald en werd toen 'kwon bup'.
In Okinawa en in Japan werd het Chinese begrip 'kenpo' in de jaren na 1930 vervangen door 'karate' om de herkomst van deze vechtkunst te verhullen. In eerste instantie wilde de Okinawaanse grootmeester Gichin Funakoshi de naam "Dai Nippon Kempo Karate" in gebruik nemen maar de Japanse autoriteiten keurden dit af. De naam 'kempo' is ontstaan door voor de transliteratie van 'kenpō' het Hepburnsysteem toe te passen maar abusievelijk de macron voor de lange klinker achterwege te laten. De algemene aard van de term gecombineerd met de wijdverbreide interculturele toepassing binnen de wereld van de gevechtskunsten heeft geleid tot vele uiteenlopende betekenissen.

## Amerikaans kenpo
American Kenpo is een vechtsport die in de 20e eeuw is ontstaan in de VS. Als vader van het moderne Amerikaanse kenpo wordt Ed Parker beschouwd, die de IKKA oprichtte om zijn vechtkunst te verbreiden. Na de dood van Ed Parker in 1990 viel de IKKA uiteen in een groot aantal bonden onder leiding van diverse hoog gegradueerde black belts met elk een eigen interpretatie van het systeem. In Nederland zijn ten minste vijf van deze stromingen, waaronder de IKKA, actief. 

## Kempo in Nederland en België
Vanuit China verspreidde de vechtkunst chuan fa zich ook naar de omringende buurlanden waaronder Korea, Japan, Okinawa, Taiwan, Vietnam en Indonesië. Sommige varianten kwamen ook naar Nederland en België 

### Kun Tao
In Indonesië wordt Chinese vechtkunst aangeduid met de term Kun Tao die allerlei varianten kent want in de loop van de tijd is Kun Tao vermengd met verschillende Chinese Kung Fu- en Indonesische Pentjak Silat stijlen. Toen in de jaren vijftig van de 20ste eeuw veel Indo-Europeanen (Indische Nederlanders) naar Nederland kwamen, werd het Kuntao meegenomen. De basistechnieken (Kihon Waza) van het Kyokushinkai karate werden gebruikt om beginners de eerste beginselen bij te brengen. Een variant van deze vechtkunst die door Sifu Carel Faulhaber (1923-1974) en zijn leerling Sifu Gerard Meijers werd gevormd, kreeg in Nederland bekendheid onder de naam Shaolin Kempo. Een vrij bijzonder samengestelde naam voor een Indonesische vechtkunst, omdat de Japanse uitspraak voor de Chinese karakters chuan fa is gebruikt ("kempo") in combinatie met het Chinese woord "Shaolin" waarmee verwezen wordt naar het Chinese Shaolin klooster, de bakermat van veel Chinese vechtkunsten, zo ook het Indonesische Kun Tao. Een andere adaptatie van de oorspronkelijke Kuntao is gevormd door de heren Sifu Bax en Sifu de Gijssel. Deze vorm wordt Yin en Yang kempo genoemd. 

### Kenshikai kempo karate
Is een variant die door Shihan Patrick Baas vanuit Okinawa naar Nederland werd gebracht.
Kenpokai Full Contact Karate
Deze Japanse Kenpo variant verwant aan het Kyokushin werd naar Nederland gehaald door Sensei Robert Pepels uit Limburg. Hij trainde en vocht in Japan. Kenpokai is een mix van staand Kenpo Karate met Ne Waza grondgevecht. 

### Manchu Kwon Bup
Manchu Kwon Bup ofwel Mantsjoerije Kempo vormt samen met Kong Soo Do (Karate)  de twee klassieke, elkaar aanvullende,  vechtkunsten van  traditioneel Ji Do Kwan: de Koreaanse variant van de Japanse 'Shudokan' school van Toyama Kanken.  Het betreft klassiek Noord-Chinees chuan fa dat voornamelijk uit 2-personen sets met dieren-imitaties en specifieke 'drills, waaronder sticky-hands. Deze vechtkunst werd door de Koreaan Yoon Byung-In  in Mantsjoerije geleerd in 1930's. Hij wisselde deze vechtkunst uit met Toyama Kanken (Shudokan) in Japan en in 1946 doceerde hij in de Yun Moo Kwan (Ji Do Kwan) school in Seoul, Korea. Later opende hij een eigen school (YMCA Kwon Bup Bu). Na de Koreaanse oorlog (1953) werden Yoon Byung-In en zijn vriend Chun Sang Sup (Yun Moo Kwan/Jidokwan) vermist en raakte deze Kwon Bup-stijl (bijna) in de vergetelheid door de opkomst van de nieuwe Koreaanse sport Taekwondo. Manchu Kwon Bup werd in Nederland door Kwan Jang Klynstra geïntroduceerd.

### Shin Gi Tai Kempo
Een westerse aanpassing van Shin Gi Kempo van soke Ceuliman (België) die drie stijlen combineerde om het Shin Gi Kempo te ontwikkelen: het Chinese Pai Ga Noon; het  Japanse Kosho Ryu Kempo & het Japanse Nakaruma's Kempo. Shin Gi Tai Kempo is een herstructurering van het Shin Gi Kempo uitgevoerd door Shihan Daniel Hayen (België)  die ook wel stijl van de drie elementen ( Shin, Gi en Tai ) wordt genoemd. Door een opeenvolging van snelle vuist, klem, trap- en slagtechnieken wordt de tegenstander volledig uit balans gebracht waardoor er geen tegenaanval meer kan plaatsvinden. Dit komt mede omdat men in dit systeem op de verschillende krachtlijnen ( hoogte, breedte, diepte ) van de tegenstander werkt. Typerend voor deze stijl is de snelheid waarmee de verschillende technieken uitgevoerd worden, om een mogelijke dreiging uit te schakelen. Het is een half harde, half zachte krijgskunst die gebruik maakt van rechtlijnige en cirkelvormige bewegingen. Deze bewegingen, welke in samenhang uitgevoerd worden, vloeien in elkaar over. Hierdoor is Shin Gi Tai Kempo soepel, niet alleen in gedachte, maar ook in actie zodat het zich aan iedere situatie kan aanpassen zoals die zich voordoen in het dagelijkse leven. Shin Gi Tai Kempo is eigenlijk een combinatie van een oude krijgskunst en een moderne wetenschap. Shin Gi Tai Kempo staat voor: SHIN :  Hemel / Mentaal GI :  Aarde / Techniek TAI :  Mens / Lichaam KEMPO :  Wet of Weg der vuist.

### Shaolin Kempo Kai
Kempo is een Japanse term die men gebruikt om vechtkunstsystemen aan te duiden die met China verband hebben. Vrij vertaald betekent 'Kempo' zoveel als 'weg of wet van de vuist' of wel 'vuistmethode'. Het Shaolin Kempo is van oorsprong ontworpen door de Shaolin monniken in China.
Binnen het Shaolin Kempo zoals men dat vandaag de dag in Nederland kent, zijn er twee stromingen te onderscheiden. Een van deze stromingen kenmerkt zich door een sterke gelijkenis met Japanse vechtkunsten zoals het Karate. De andere stroming laat zich kenmerken door een stijl en bewegingsleer, die meer verwantschap vertoont met de Chinese gevechtskunsten.